# Thrapston
Thrapston is een civil parish in het bestuurlijke gebied East Northamptonshire, in het Engelse graafschap Northamptonshire met 6239 inwoners.